# Kyanamid vápenatý
Kyanamid vápenatý, také dusíkaté vápno, je anorganická sloučenina se vzorcem CaCN2. Jedná se o vápenatou sůl kyanamidového aniontu (CN 2-
2 ). Látka se používá jako hnojivo, které působením vody pomalu uvolňuje amoniak.

## Historie
Němečtí chemici Adolph Frank a Nikodem Caro zkoumali reakce pro výrobu kyanidů využívaných při loužení zlata. Během tohoto výzkumu objevili vlastnost alkalických karbidů vázat vzdušný dusík za vysokých teplot. Jejich kolega, Fritz Rohe, upřesnil, že za vysokých teplot reakcí karbidu vápenatého vzniká kyanamid vápenatý, nikoliv kyanid vápenatý. Roku 1898 zavedli Frank a Caro průmyslovou výrobu kyanamidu vápenatého; výrobní proces po nich nese jméno (Frank-Caro Process). Frank a Caro také zaznamenali schopnost CaCN2 uvolňovat amoniak při kontaktu s vodou.

## Výroba
Kyanamid vápenatý se připravuje reakcí karbidu vápenatého s molekulárním dusíkem. Práškový karbid se zahřeje na 1100 °C v elektrické peci, do které proudí dusík. Po několika hodinách se produkty ochladí na laboratorní teplotu a nezreagovaný karbid se opatrně vylouží vodou.
CaC2 + N2 → CaCN2 + C (ΔHof = –69.0 kcal/mol při 25 °C)

## Využití
Kyanamid vápenatý se využívá jako hnojivo v zemědělství. Působením vody se rozkládá a uvolňuje amoniak.
CaCN2 + 3 H2O → 2 NH3 + CaCO3
Dříve se používal k výrobě kyanidu sodného.
CaCN2 + Na2CO3 + 2 C → 2 NaCN + CaO + 2 CO

## Bezpečnost
Před nebo po konzumaci alkoholu může kyanamid vápenatý způsobovat alkoholovou intoleranci.